# サラマンダー (ゾイド)
サラマンダー (SALAMANDER) は、トミー（現タカラトミー）から発売されたゾイドシリーズのひとつであり、またその背景設定に登場する架空の兵器。ここでは強化型であるサラマンダーF² (SALAMANDE FIGHTING FALCON)および機体バリエーションの概要も記載。

## 概要
『ゾイド』シリーズにおいては第1期シリーズ（1983～1990）年にて初登場。その後は第2期シリーズ（1999～2006年）にも登場する。
トミーの袖島啓と田島豊はインタビューに際し、サラマンダーは翼竜型としつつも実際にはデザインは東宝特撮映画に登場するラドンをモチーフとしていたと語っており、実際に設定画においても「ラドン」と記載されていた。

## 設定解説
| サラマンダー SALAMANDER | サラマンダー SALAMANDER |
| ----------------------- | --- |
| 番号                    | RPZ-01（旧） RZ-045（新） |
| 所属                    | ヘリック共和国 |
| 分類                    | 翼竜型 戦闘爆撃機械獣 プテラノドン型 |
| 全長                    | 24.1m |
| 全高                    | 17.1m |
| 全幅                    | 26.6m |
| 最大翼長                | 33.3m |
| 重量                    | 100.0t |
| 最高速度                | M2.0 |
| 乗員人数                | 2名 |
| 設計者                  | ハーバート・リー・チェスター教授 |
| 主な搭乗者              | フォンブラウン（旧） アインデッカー（旧） ゴードン・ジュニア(旧) ブルノ大尉(旧) パフィ・フィスト（新）                                                                   |
| 武装 (旧)               | 火炎放射器 バルカンファランクス×2 2連対空レーザー×2 小口径レーザー×4 連装ミサイル発射機                                                                                  |
| 武装 装備 （新）        | AZ高熱火炎放射器 マルチブレードレーダー×2 バルカンファランクス×2 2連対空ハイパーレーザーガン×2 小口径対空レーザー×2 マグネッサーファルコンウィング×2 2連装戦術ミサイル×1 |

第1期シリーズ～『ゾイドバトルストーリー』におけるサラマンダー
ZAC2031年の中央大陸戦争初期にヘリック共和国軍が開発した翼竜型の戦闘爆撃機ゾイド。同時代では「アイアンウイング」の通称で呼ばれた。
主翼のマグネッサーファルコンウイングはマッハ2.0の最高飛行速度を叩きだし、巨体に似合わず旋回性能も良好かつ空中戦をも得意とする。高高度・低空を問わず高い機動性を発揮可能で、1万5000kmの航続距離を誇るとともに高度3万m以上の上昇能力を持つ。太い両脚は爪で敵機につかみかかるほか、これによって陸上を走行することで体当たり攻撃も可能。また、嘴も鋭く、攻撃に使用可能である。中央大陸戦争においてはその航続距離によって国境を隔てる中央山脈を飛び越え帝国領土へ直接攻撃する役目も併せ持ち、共和国軍が制空権を握った立役者となった
群を抜いた爆弾積載量を誇り、大量配備さえ可能であればサラマンダーだけで戦争を勝利に導く力を持つと言われる。しかし、元々ベースとなる個体数が少ないために量産は不可能とされ、ZAC2056年の惑星Zi大異変後は絶滅寸前にまで減少してしまった。
第二次大陸間戦争期にも大量生産は不可能だが、暗黒大陸上陸作戦に備えて、ZAC2101年に再配備。新たに「超爆竜」の異名を持った。
『ZOIDS concept art』におけるサラマンダー
こちらの設定では希少な大型翼竜のつがいをベースとしたゾイドとして登場しており、二体一組のペアで運用される。

### 武装・装備
（旧）は中央大陸戦争時の呼称。（新）は第二次大陸間戦争時の呼称となる。
火炎放射器（旧） / AZ高熱火炎放射器（新）
口腔内に装備する。
バルカンファランクス
腹部に装備する。近距離において多数の敵を撃破することが可能な連射式機関砲。偵察の際は取り外すこともある。
爆撃後は火炎放射器やこのバルカンファランクスで地表の敵にトドメをさす戦法も得意とする。
2連対空レーザー（旧） / 2連対空ハイパーレーザーガン（新）
主翼に装備される。レーダーと連動することで高い命中率を発揮し、空中戦において威力を発揮する。
砲塔は回転可能。
小口径レーザー(旧) / 小口径対空レーザー(新)
主翼の翼端に設置される。
連装ミサイル発射機（旧） / 2連装戦術ミサイル（新）
背部に装備。地上・空中を問わずに使用可能。
誘導は熱追尾式。ブラッドロックの戦いでは、敵のミサイル攻撃を対ミサイル用ミサイルでインターセプトする迎撃能力を有した。
マルチブレードレーダー（新）
頭部両頬に設置する。飛行位置の把握や敵機補足に用いられる。
マグネッサーファルコンウィング(新)
マグネッサーシステムを用いて機体を飛行させる主翼。この部位は特殊改造が必要なことから、サラマンダーの量産化を妨げる一因となっている
膜を取り付けて強化したタイプも存在する。特殊合金製のウイングによるウイングチョップでヘルキャットを切断した例もあるが、大型以上のゾイドに対しての使用は推奨されない。また、羽ばたいた際の風で敵機を吹き飛ばすことも可能。
水平尾翼
尾部先端に装備。飛行時には機体を水平に保つほか、急激な方向転換の際にも用いられる。また、サラマンダーは尾部で敵機をはじき飛ばすことも可能としている。

## 作中での活躍

### HISTORY OF ZOIDS
共和国X-Day計画によって開発された一幕が描かれる。大隊長リヒトホーヘンから試作機を預けられたフォンブラウン軍曹によってテストフライトが繰り返され、激戦の地ブラッドロックにおいて当時ゼネバス帝国における主力飛行ゾイドであったシンカーを圧倒する初陣を飾った。

### バトルストーリー
ゾイドバトルストーリー（小学館）
『ゾイドバトルストーリー』1巻から登場。ZAC2032年にはアイアンコング部隊が共和国領内に迫った際はコング部隊を猛爆するものの、コングのミサイル攻撃で地上に引きずりおろされて撃破された。ZAC2035年にはゾイドを空輸する任務にも携わり、最大離陸重量を強化したうえでゴジュラスを数4機がかり敵地に移送した。ZAC2037年に起こった帝国コマンド“エコー”中佐のウルトラザウルス強奪作戦においては奪取されたウルトラザウルス爆撃も試みたが、効果がなく失敗に終わった。
『ゾイドバトルストーリー2』においてはZAC2039年には帝国基地や首都への爆撃任務を敢行する活躍を見せた。同年におけるゼネバス皇帝のバレシア基地撤退作戦の折には、中央大陸北部海岸特有の嵐によって低空飛行を強いられ、基地司令官であるダニー・「タイガー」・ダンカン将軍操縦のサーベルタイガーに撃墜されている。
ZAC2043年には輸送タイプに改造されたサラマンダーがヨハン・エリクソン大佐を司令官としたシールドライガー・コマンドウルフら高速機動戦隊のエネルギー補給機として活躍。
『ゾイドバトルストーリー3』においては、ZAC2045年3月にはウルトラザウルスとともにデスザウラー捕獲作戦を敢行。サラマンダーが攪乱を行い、ウルトラザウルスがデスザウラーの背部ファンを遠距離砲撃で破壊する算段を立てていたが、予定よりも先にサラマンダーがデスザウラーと遭遇したことで作戦は破綻し、参加したサラマンダーは撃破されている。同年6月には入手したデスザウラーの作戦指令書をもとに新たな鹵獲作戦を決行。高空から赤外線ホーミングミサイルを用いり、サラマンダー単独の攻撃を行った。見事に後部吸入ファンの破壊に成功し、同時に潜伏していたコマンドウルフがコクピットに催眠ガスを注入したことでデスザウラーの捕獲に成功した。
ゾイドバトルストーリー（学年誌掲載版）
ゼネバス帝国滅亡時に共和国全部隊の戦力としてニカイドス島に立て籠る帝国残存部隊を追い詰めたものの、途中参戦した暗黒軍のデッドボーダーによってレイノスもろとも長槍で串刺となり、撃墜されてしまう。
ゾイドオフィシャルファンブック・エクストラ（トミー）
ZAC2106年春時点ではバスターイーグルとともに共和国軍の制空権確保に貢献したものの、ZAC2108年時点においてはストームソーダーとともにサラマンダーはそのほとんどを損失している。
SMACK ZOIDS（電撃ホビーマガジン掲載）
ZAC2103年〜2104年にかけてはデルダロス海域においてサラマンダー・ボンワイブがナイトワイズとともに航空部隊としてネオゼネバスと交戦した。
漫画
学年誌「小学三年生」掲載漫画『ゾイド・ゼロ』においてはバックドラフト団にさらわれたライガーゼロを救出すべく、ビット・クラウドが搭乗。バックドラフト団にコントロールされたライガーゼロと交戦している。
『てれびくん』掲載ストーリー
こちらのストーリーではストームソーダーと交戦。高速域での突撃を回避すると、火炎放射器によって撃破した。
ゲーム
『ゾイド 中央大陸の戦い』では、最初の街で仲間に加わるキャラクターで、「ていさつ」コマンドで敵の出現や地形を把握する能力がある。続く『ゾイド2 ゼネバスの逆襲』や『ゾイド伝説』でも引き続き登場するが、後者はプレイヤーがゼネバス帝国側を選んだ場合の敵キャラ（ヘリック共和国側）としての登場となる。『ゾイド黙示録』ではサラマンダーF²が登場。
『ゾイド -ZOIDS- 邪神復活!〜ジェノブレイカー編〜』では、ユニットサイズ「おおがた」のゾイドとして登場。通常のサラマンダー以外に、サラマンダーF2・マーキュリー・レッドバロン・ブラックバードが実装されている。いずれのタイプにも、前述のウイングチョップを反映してか「せつだんよく（切断翼）」が固定装備に含まれる。
『ゾイドインフィニティ』などのアクションゲームでは飛行ゾイド自体が登場しないケースもあるが、「ZOIDS VS.シリーズ」では対戦時のみ使用可能なゾイドとして登場（ただし、『VS.II』ではストーリーモード中の敵ゾイドとして登場するミッションがある）。『VS.III』ではバリエーション機体としてサラマンダーボンヴァーンが登場。
『ZOIDS 帝国VS共和国 メカ生体の遺伝子』『ZOIDS2 ヘリック共和国VSガイロス帝国』にも登場。後者では改造してマーキュリーにすることが可能。
その他、『ZOIDS〜白銀の獣機神ライガーゼロ〜』「ZOIDS SAGA シリーズ」『ゾイドタクティクス』などにも登場する。
また、キットの復刻に先んじて登場したゾイドバトルカードゲームでは、青を銀、灰を青、キャノピーをオレンジから赤へと変更したカラーリングとなっている。

## キット
動力源はRPZ-01とF²では単3形乾電池二本、RZ-045では単3形乾電池一本。背部スイッチを入れることにより歩行する。連動ギミックとして頚部を上下動しながらクチバシを開閉し、尾を左右を振り、翼を上下に羽ばたかせつつ外翼部の後退角を可変翼機のように変化させる。絶妙なバランスにより、尻尾を支えとしない完全な二足歩行を可能としている。手動ギミックとしてはキャノピーの開閉（頭部・後ヒンジ）、バルカンファランクスの俯仰、2連対空レーザーの旋回のほか、背部に搭載した水平二連のミサイルはスプリングを利用した発射機能を持つ。アイアンコングやTFゾイドと並び、ミサイル発射ギミックを持つ数少ないゾイドである。
トミー版
RPZ-01 サラマンダー
1985年3月発売。成型色は大まかに本体がくすんだ青と灰色、主翼が灰色、ミサイル発射機が黒、キャノピーがクリアオレンジ、関節キャップが黒。
RPZ-14 サラマンダーF2
1989年10月発売。キットはカラーリングとシールの変更以外、旧サラマンダーと同一の形状である。カラーリングは大まかに本体がメタリックグレーと紺色、主翼が金メッキ、ミサイル発射機が白、キャノピーがクリアブルー、関節キャップが黒となっている。
RZ-045 サラマンダー
2001年4月発売。このキット以降、使用電池は単3形乾電池一本に変更された。2000年6月号から12月号にかけて『コミックGOTTA』誌上で行われたゾイド復刻希望投票でトップの票を集め再発売が行われた。
この復刻投票においてラインナップされたのはゾイドマンモス、ディメトロドン、デッドボーダー、ライジャー、サラマンダー、レイノス、ウオディック、アロザウラー、ゴルヘックス、ガンブラスターの10体。同投票では中間発表においては1位がディメトロドン、2位がマンモスとなっていたが、編集部が気に入った投稿葉書には特別点数が加算される特別ルールが存在した。最終結果ではサラマンダーが1位となっている。RPZ版と成型色の差異はない。また、旧仕様機も再現可能なように二種類のシールが同梱され、パイロットフィギュアも金メッキが施されている。パッケージにも旧モデルに使われた写真が旧大戦当時の姿として使われている。歩行をより安定させるため足の内側の安定板がRPZ版より大型化している。ゾイド一覧#発売順の一覧も参照。
アメリカのハズブロ社より海外版としても発売され、こちらでの商品名は「#045 Pteramander」。
サラマンダーボンヴァーン
成型色とシールを変更したサラマンダーおよび追加装備（旧シリーズの改造セット〈共和国側大型メカ用〉のうち長距離キャノン砲とアタッチメント類のみ）を同梱した商品となっている。成型色は大まかに本体が薄いエメラルドグリーンと黒、主翼が薄い水色、ミサイル発射機が黒、キャノピーがクリアオレンジ、関節キャップが黒、追加装備が黒となっている。
パイロットフィギュアは2体付属し、新シリーズの一般のキット同様、ダークグレーの成型色のままである。ロングレンジバレルキャノンは専用のアタッチメントを介し、通常機では背面に装備されている2連装ミサイル発射機と交換する形で設置される。
ゾイド一覧#発売順の一覧も参照。
HMM版
RZ-045 サラマンダー
2025年12月発売予定。HMMシリーズ第63弾。トミー版と異なり各武装、頭部レーダーは独立可動。足の爪のかかと部分が可動し、猛禽類のような動きが可能。ゴジュラスキャノン装備用のアタッチメントが付属し、マーキュリーが再現可能。コトブキヤショップ限定購入特典として旧共和国仕様のRPZ-01 サラマンダー 旧共和国仕様再現セットが数量限定でプレゼント。

## バリエーション

### 試作機
| サラマンダー(試作機) | サラマンダー(試作機) |
| -------------------- | -------------------- |
| 所属                 | ヘリック共和国       |
| 分類                 | 翼竜型               |
| 主な搭乗者           | フォンブラウン       |

『HISTORY OF ZOIDS』掲載。その名の通りテストフライト用の試作機で、全身が錆止めのシルバーで塗装されている。

### 超高度戦闘タイプ
| サラマンダー 超高度戦闘タイプ | サラマンダー 超高度戦闘タイプ |
| ----------------------------- | ----------------------------- |
| 所属                          | ヘリック共和国                |
| 分類                          | 翼竜型                        |

『HISTORY OF ZOIDS』掲載。飛行速度・航続距離・武装に優れ機体カラーがブラックで塗装されている。その風貌から「ブラックレディー」の異名で呼ばれる。

### 迎撃用タイプ
| サラマンダー 迎撃用タイプ | サラマンダー 迎撃用タイプ |
| ------------------------- | ------------------------- |
| 所属                      | ヘリック共和国            |
| 分類                      | 翼竜型                    |

『HISTORY OF ZOIDS』掲載。装備（頭部レーダー、羽根部レーザー砲、腹部バルカンファランクス）の軽量化を行いスクランブル発進と上昇能力を強化している。機体カラーはホワイト基調。

### 夜間偵察タイプ
| サラマンダー 夜間偵察タイプ | サラマンダー 夜間偵察タイプ |
| --------------------------- | --------------------------- |
| 所属                        | ヘリック共和国              |
| 分類                        | 翼竜型                      |

『HISTORY OF ZOIDS』掲載。全身にダークグリーンの迷彩塗装が施されている。高度なコンピュータを搭載しているため、空から集めた情報を分析し作戦を立てることも可能な戦略機としても機能する。

### サラマンダー 亜空間航行用プロトタイプ
| サラマンダー 亜空間航行用プロトタイプ SALAMANDER EX-αTYPE | サラマンダー 亜空間航行用プロトタイプ SALAMANDER EX-αTYPE |
| --------------------------------------------------------- | --------------------------------------------------------- |
| 所属                                                      | ヘリック共和国                                            |
| 分類                                                      | 翼竜型                                                    |

『HISTORY OF ZOIDS』『戦闘機械獣のすべて』に掲載。サラマンダーEX-αタイプ、亜空間航行用プロトタイプEX-αとも記載される。サラマンダーを改造した宇宙空間航行用の試作機である。尾は長大な水平尾翼となり、その下に強力なロケットエンジンを搭載。デッドウエイト削減のため、歩脚を着陸専用のランディングギアに交換している。その外観からベース機にあった武装は全て撤去されている模様。ただし左右の主翼にはそれぞれ、ほぼ中央に長砲身の火器「フェーザー砲」が装備されている。この高出力の光線砲は一万メートルの上空から地上の敵機を打ち砕くことが可能。機体色は灰色。
作例では、フェーザー砲はアリイ製のプラモデル「デストロイドモンスター」から2基のロケット噴射口はニットー製のプラモデル「S.F.3.D.」シリーズから部品が流用されている。

### レッド・バロン
| レッド・バロン | レッド・バロン                                                                                    |
| -------------- | ------------------------------------------------------------------------------------------------- |
| 所属           | ヘリック共和国                                                                                    |
| 分類           | 翼竜型                                                                                            |
| 武装           | AZ高熱火炎放射器 2連対空ハイパーレーザーガン バルカンファランクス 小口径対空レーザー 加速ロケット |

サラマンダーの高速迎撃仕様。背部には大型の加速ブースターを装備しており一撃離脱戦法を得意とする。機体色は装甲がオレンジ色、フレームが赤。
初出は「RPZ-01 サラマンダー」商品パッケージにおけるバリエーション解説。
ゲーム『ゾイド邪神復活!〜ジェノブレイカー編〜』にも登場している。前述の商品パッケージの図解では背中のミサイルを撤去して巨大なブースターを搭載しているように見えるが、ゲームでは初期状態のウェポンラックに「れんそうミサイル（2連装戦術ミサイル）」を装備している。

### F-E-3ブラックバード
| F-E-3ブラックバード | F-E-3ブラックバード                                                                               |
| ------------------- | ------------------------------------------------------------------------------------------------- |
| 所属                | ヘリック共和国                                                                                    |
| 分類                | 翼竜型                                                                                            |
| 武装                | AZ高熱火炎放射器 2連対空ハイパーレーザーガン バルカンファランクス 小口径対空レーザー 全域レーダー |

サラマンダーの早期警戒機仕様であり、夜間戦闘機仕様でもある。背部には大型レーダードームを装備。機体色は装甲が灰色、フレームが黒。
初出は商品パッケージにおけるバリエーション解説。
ゲーム『ゾイド邪神復活!〜ジェノブレイカー編〜』では「ブラックバード」として登場している。

### ガブリエーレ
| ガブリエーレ | ガブリエーレ                  |
| ------------ | ----------------------------- |
| 所属         | ヘリック共和国                |
| 分類         | 翼竜型                        |
| 武装         | ハンドビームガン パワーハンド |
| 主な搭乗者   | ロバーツ                      |

ゾイドバトルストーリー4巻に登場。サラマンダーの改造機の一つで地上戦闘にも対応可能な空挺仕様。小型ゾイドを一撃で破壊する「パワーハンド」はゴジュラスの前脚を改造したもので保持する専用銃「ハンドビームガン」は軽量に仕上げられ、低空飛行しながらの連射が可能。
作中の活躍
ZAC2048年1月、ロバーツ大佐搭乗のガブリエーレ率いるランフォリンクス2機、アロザウラー4機から成る部隊がゼネバス帝国軍デスバード基地奇襲作戦を展開。しかし、基地に配備されていた改造デスザウラー「デスシャドー」に全機撃破され、作戦は失敗に終わっている。

### ランフォリンクス
| ランフォリンクス | ランフォリンクス     |
| ---------------- | -------------------- |
| 所属             | ヘリック共和国       |
| 分類             | 翼竜型               |
| 装備             | マグネットキャリアー |

ゾイドバトルストーリー4巻に登場。サラマンダーの改造機の一つで中型ゾイドを搬送するための輸送機仕様。主翼のマグネッサーシステムを強化することで通常機の三倍の搭載能力を持ち、腹部から両脇に張り出した電磁石「マグネットキャリアー」に貨物を固定する。ランフォリンクス一機につきアロザウラー2機を搭載可能。50機のランフォリンクスが100機のアロザウラーを一夜にして敵陣の後方へと空輸し戦果を挙げたことがあるとされる。
作中の活躍
ZAC2048年1月にはガブリエーレとともにデスバードの研究基地攻撃を敢行した。

### サラマンダーSS（ストラトスフィア）
| サラマンダーSS | サラマンダーSS |
| -------------- | --- |
| 所属           | ヘリック共和国 |
| 分類           | 翼竜型 |
| 武装 装備      | AZ高熱火炎放射器 マルチブレードレーダー×2 バルカンファランクス×2 2連対空ハイパーレーザーガン×2 小口径対空レーザー×2 マグネッサーファルコンウィング×2 2連装戦術ミサイル×1 AZ空対空ギガミサイル |

サラマンダーにその機体全長ほどもある巨大ミサイルを搭載した仕様。2連装戦術ミサイル上部に重ねる形で搭載されたこの「AZ空対空ギガミサイル」は対巨大艦用の特殊装備である。サラマンダー単体ではミサイルを背負ったまま高度3万メートルまで飛翔するのが困難なために、ギガミサイル側面の補助ブースターは機体上昇を補助する役割も担っている。
作中の活躍
ZAC2101年1月、ガイロス帝国軍によるニクシー基地空爆に際し緊急出動。艦載した無人機ザバットに急降下爆撃を行わせるホエールキング艦隊に対し、対空ミサイルを装備したサラマンダーSSが迎撃。この時はテストも不十分な状態だったが、旗艦モビーディックを含むホエールキング5隻を撃墜。残存艦を撤退せしめた。

### サラマンダーカーゴ
| サラマンダーカーゴ | サラマンダーカーゴ |
| ------------------ | ------------------ |
| 所属               | ヘリック共和国     |
| 分類               | 翼竜型             |
| 主な搭乗者         | パフィ・フィスト   |

輸送機に改造したサラマンダー。高速部隊の閃光師団に対し足の遅い輸送部隊では追い付かないことから開発された。ガンブラスター級のゾイドを腹部に搭載した状態でもマッハ1の速度で飛行可能。機体色はオリーブドラブ。
作中の活躍
ZAC2101年7月、共和国軍はガイロス帝国本土、暗黒大陸へ上陸を果たしたが、進軍を続ける共和国軍閃光師団（レイフォース）は鉄竜騎兵団（アイゼンドラグーン）と交戦し、壊滅の危機を迎えることとなったが、共和国軍は鉄竜騎兵団への対策としてサラマンダーカーゴ部隊によるガンブラスター空輸を行った。

### マーキュリー
| マーキュリー | マーキュリー |
| ------------ | --- |
| 所属         | ヘリック共和国 |
| 分類         | 翼竜型 |
| 全長         | 28m |
| 重量         | 157t |
| 武装         | AZ高熱火炎放射器 ロングレンジバスターキャノン 2連装戦術ミサイル 2連対空ハイパーレーザーガン バルカンファランクス 小口径対空レーザー エネルギータンク |

サラマンダーに長射距離キャノン砲（1999年のシリーズではロングレンジバスターキャノン）を装備したタイプ。砲撃力の追加により驚異的な機体となった。
初出は1987年に発売された改造セット<共和国側大型メカ用>の商品パッケージに掲載されたバリエーションで、同年に森永製菓より発売された「メカ生体ゾイドウェファーチョコ」付属シールにおいて「マーキュリー」という機体呼称が登場した。商品パッケージに掲載された画像では、カラーリングを除いてサラマンダーボンヴァーンと同様の形態となっている。
ゲーム『ゾイド邪神復活!〜ジェノブレイカー編〜』『ZOIDS2 ヘリック共和国VSガイロス帝国』でもサラマンダーのバリエーションとして登場する（『ZOIDS 帝国VS共和国 メカ生体の遺伝子』でもサラマンダーを改造することでほぼ同じ機体を作ることができるが、固有名称は名付けられていない）。なお、『邪神復活』のマーキュリーは初期状態のウェポンラックに「4そくしゃほう（AZ4連装ショックカノン）」も装備している。

### サラマンダーV
| サラマンダーV | サラマンダーV  |
| ------------- | -------------- |
| 所属          | ヘリック共和国 |
| 分類          | 翼竜型         |

小学館「小学二年生」1988年9月号に掲載された改造サラマンダー。空戦能力が強化されており、上空からグレートサーベル鷲掴みにした。

### サラマンダーシャトル
| サラマンダーシャトル | サラマンダーシャトル |
| -------------------- | -------------------- |
| 所属                 | ヘリック共和国       |
| 分類                 | 翼竜型               |

小学館「小学二年生」1988年7月号に掲載された改造サラマンダー。機体下部にコンテナを持ち、そこに「シールドライガー・マークII」を格納する。太陽光をエネルギーにすることで、永久に宇宙を飛行することも可能。グレートサーベルの登場によって窮地に立たされた共和国部隊の救援を受け、高空からシールドライガー・マークIIを投下した。
なお、サラマンダーシャトルという機体呼称は学年誌「小学二年生」1989年3月号の付録冊子によるものであり、同誌1988年7月号の段階では「超高空輸送ゾイド」と呼称されていた。

### サラマンダーFS
| サラマンダーFS | サラマンダーFS                       |
| -------------- | ------------------------------------ |
| 所属           | 皇帝軍                               |
| 分類           | 翼竜型                               |
| 全長           | 24.1m                                |
| 重量           | 100t                                 |
| 最高速度       | M2.0                                 |
| 武装           | 火炎放射器 加速衝撃砲 ミサイルポッド |
| 主な搭乗者     | フラン                               |

GBA用ソフト『ZOIDS SAGA』にて登場。サラマンダー（フラン仕様機）とも記載される。四天王フランの専用機で加速衝撃砲やミサイルポッドの装備で火力を増強した赤いサラマンダー。

### サラマンダーF²（ファイティングファルコン）
| サラマンダーF² SALAMANDER F² | サラマンダーF² SALAMANDER F²                                                                           |
| ---------------------------- | --- |
| 番号                         | RPZ-14                                                                                                 |
| 所属                         | ヘリック共和国                                                                                         |
| 分類                         | 翼竜型 プテラノドン型                                                                                  |
| 全長                         | 24.1m                                                                                                  |
| 全高                         | 17.1m                                                                                                  |
| 全幅                         | 26.6m                                                                                                  |
| 重量                         | 90t |
| 最高速度                     | M3.5                                                                                                   |
| 乗員人数                     | 2名 |
| 設計者                       | トミー・ミューラー                                                                                     |
| ZEP                          | 攻撃力：40 防御力：30 総合力：70                                                                       |
| 武装                         | 火炎放射器 バルカンファランクス×2 2連対空レーザー×2 小口径レーザー×4 連装ミサイル ファルコンウィング×2 |
| 主な搭乗者                   | ロイ・ジー・クルーガ バード                                                                            |

サラマンダーの改良機。第一次大陸間戦争開戦後はガイロス帝国軍（暗黒軍）に対抗するため、共和国空軍の主力機として導入された。
空中での機動性と飛行速度が向上しており、主翼部には電磁フロートシステムを用いることによって軽量化と高速域での機動力アップに成功した。一撃離脱の対地攻撃を得意とし、その戦闘力から「ファイティングファルコン」と呼ばれる。
作中での活躍
ZAC2053年10月には共和国首都防衛に参加。ロイ・ジー・クルーガ中尉の愛機の一つ（クルーガからは「ファルコン」の愛称で呼ばれていた）も参戦したが、ギル・ベイダーに対しチャフを散布しつつ立ち向かったものの、太刀打ちすることはできず、共和国首都は蹂躙される結果となった。同戦闘では護衛のレドラーを複数機撃墜している。
2054年2月にはクルーガのファルコンを含む複数のF²がギルベイダーを追尾し基地を発見、ウルトラザウルス飛行艇搭載のキングライガー隊と共に攻撃をかけるが、ギルベイダー破壊はかなわず、作戦は失敗。ファルコンは友軍のマッドサンダーを庇い、クルーガを脱出させるのと引き替えにギルベイダーに撃墜された。
同年においては航空戦力が拮抗していた状況下で、暗黒軍の奇襲を退ける活躍をした。
ZAC2055年にはデビルメイズの戦闘に参加。複雑に入り組んだ地形の攻略の主力となったが、ギル・ベイダーの登場によって苦戦を強いられる。
ゲームでは『ゾイド黙示録』と『ゾイド -ZOIDS- 邪神復活!〜ジェノブレイカー編〜』に登場する。

### サラマンダーボンヴァーン
| サラマンダーボンヴァーン SALAMANDER BOMBVERN | サラマンダーボンヴァーン SALAMANDER BOMBVERN |
| -------------------------------------------- | --- |
| 番号                                         | 11 |
| 所属                                         | ヘリック共和国 |
| 分類                                         | 翼竜型 プテラノドン型 |
| 全長                                         | 不明 |
| 全高                                         | 不明 |
| 重量                                         | 不明 |
| 最高速度                                     | 不明 |
| 乗員人数                                     | 1名 |
| 武装                                         | AZ高熱火炎放射器 マルチブレードレーダー×2 バルカンファランクス×2 2連対空ハイパーレーザーガン×2 小口径対空レーザー×2 マグネッサーファルコンウィング×2 ロングレンジバレルキャノン（ゴジュラスキャノン）×2 |
| 主な搭乗者                                   | ゴゴ・サティ |

サラマンダーにロングレンジバレルキャノン（通常はロングレンジバスターキャノンもしくはゴジュラスキャノンと呼称される）を装備した機体。
ウェブコミック『ZOIDS妄想戦記』「漢の美学」が初出となる予定だったが、妄想戦記そのものが中断しているため、このエピソードは製作されていない（セントゲイルと交戦する予定であった）。公開された情報（商品パッケージ掲載の解説）によるとゴゴ・サティというベテランパイロットの機体となっている。遠距離射撃の名手である彼はゴジュラスキャノンの扱いを得意とし、それを好むあまり、配備されたサラマンダーにまで装備してしまった。一見無理のある武装だが、超高高度からの射撃は意外にも多大な戦果を挙げ、この機体は敬愛を込めて「爆竜：サラマンダーボンヴァーン」と呼ばれることとなった。当機のコンセプトを元にバスターイーグルが開発されたとされている。

### デスサラマンダー
| デスサラマンダー DEATH SALAMANDER | デスサラマンダー DEATH SALAMANDER |
| --------------------------------- | --------------------------------- |
| 所属                              | ヘリック共和国                    |
| 全長                              | 24.1m                             |
| 全高                              | 18.0m                             |
| 重量                              | 110.0t                            |
| 最高速度                          | M3                                |

『ゾイドバトラー雷牙』、『ゾイド改造マニュアル』に掲載。サラマンダーを双頭化させたほか、アサルトユニットのミサイルポッドやキャノリーユニットが増設されている。
初出は『小学四年生』2001年7月号。
作中の活躍
『ゾイドバトラー雷牙』においては修羅兄弟が使用。ヘルスティンガーとともにバーニングライガーゼロと交戦するが、増設されていたブレードを受け撃破されている。

### サラマンダーGR（ジェネラル）
| サラマンダーGR SALAMANDER GENERAL | サラマンダーGR SALAMANDER GENERAL |
| --------------------------------- | --------------------------------- |
| 所属                              | ヘリック共和国                    |
| 全長                              | 24.1m                             |
| 全高                              | 18.0m                             |
| 重量                              | 110.0t                            |
| 最高速度                          | M3                                |

『ゾイド改造マニュアル』に掲載。背部にアタックユニット、翼下にはビームキャノンセットを装備。腹部には爆撃用の弾倉庫が増設され、ミサイルを積載可能としている。また、アタックブースターも装備し成層圏の飛行も可能となった。
初出は『小学六年生』2001年6月号。『小学四年生』2001年8月号にも掲載された。